# Matrioptila jeanae
Matrioptila jeanae là một loài Trichoptera trong họ Glossosomatidae. Chúng phân bố ở miền Tân bắc.